# IC 3854/2
IC 3854/2 је елиптична галаксија у сазвијежђу Ловачки пси која се налази на листи објеката дубоког неба у Индекс каталогу.
Деклинација објекта је + 40° 50' 55" а ректасцензија 12h 53m 14,5s. Привидна величина (магнитуда) објекта IC 3854 износи 15,5 а фотографска магнитуда 16,5. IC 38542 је још познат и под ознакама NPM1G +41.0312, PGC 2171843.